# Engl
Engl é uma empresa alemã que fabrica amplificadores para guitarras elétricas fundada em 1985 por Edmund Engl em Tittmoning. Tem entre seus endorses o guitarrista Steve Morse.